# Mittlere Guslarspitze
De Mittlere Guslarspitze is een 3128 meter hoge bergtop in de Ötztaler Alpen in het Oostenrijkse Tirol.
De berg is gelegen in de Weißkam aan de rand van de morenen van de vroeger tot hier gelegen Guslarferner. De Mittlere Guslarspitze is niet alleen qua ligging ten opzichte van de andere Guslarspitzen, de Vordere en de Hintere Guslarspitze, maar ook wat betreft hoogte de middelste top. Een tocht over deze drie toppen vanaf de Vernagthütte neemt ongeveer twee uur in beslag.
De Guslarspitzen werden in 1848 voor het eerst bedwongen door de gebroeders Hermann en Adolf Schlagintweit.